# 大地起伏
大地起伏（英語：Geoidal Undulation），又稱大地水準面起伏。參考橢球面與大地水準面並不重合，兩個高程系統之間存在差異，而大地起伏則為橢球高和正高的分離量。

## 定義
大地起伏是透過全球定位系統（GPS）所測得的「GPS高程」，即地心參考橢球高度，與平均海平面所計算之大地水準面來完成的差分模式。大地起伏的測量並不是標準化的，一般而言「GPS高程」是參考橢球體（GRS80）之幾何高度，而不同國家會使用不同的大地水準面作為參考。

橢球高度、正交高度與大地起伏可由下列等式所表示：
{\displaystyle N=h-H}
其中N = 大地起伏（Geoidal Undulation）, h = 橢球高度（Ellipsoidal height）, H = 正交高度（Orthometric height）。